# Симмонс, Джеффери
Джеффери Бернард Симмонс-младший (англ. Jeffery Bernard Simmons Jr., 28 июля 1997, Ла-Салл) — профессиональный футболист, выступающий на позиции дифенсив энда в клубе НФЛ «Теннесси Тайтенс».

## Биография

### Любительская карьера
Джеффери Симмонс родился 28 июля 1997 года в Луизиане. Один из четырёх детей в семье. Окончил старшую школу округа Ноксуби, где был одним из лидеров футбольной команды, два раза подряд выигравшей чемпионат штата Миссисипи. На момент выпуска ведущие сайты, занимающиеся оценкой молодых игроков, поставили его на первое место среди всех футболистов штата и включили в десятку сильнейших в стране. После окончания школы Симмонс поступил в Университет штата Миссисипи.
Выступления за команду колледжа Джеффери начал с первого года обучения. В дебютном сезоне он сыграл в двенадцати матчах, три из которых начал в стартовом составе. По итогам чемпионата стал лучшим новичком Юго-Восточной конференции по количеству вынужденных фамблов. В 2017 году Симмонс закрепился в основном составе «Миссисипи Стейт Булдогс» и принял участие во всех тринадцати играх. Он стал первым игроком конференции с 2004 года, который стал лучшим в NCAA по количеству заблокированных ударов. Также Джеффери занёс два тачдауна в защите и вошёл в символическую сборную конференции.
По итогам сезона 2018 года Симмонс вместе с партнёром по команде Монтезом Суэтом второй раз подряд был включён в сборную звёзд конференции. Дуэт защитников стал одним из лучших в NCAA и первым подобным в истории университета. Джеффери сыграл во всех тринадцати играх команды и стал лучшим в составе по захватам с потерей ярдов. В конце сезона он вошёл в число претендентов на Беднарик Эворд, вручаемый лучшему игроку обороны студенческого футбола. В декабре 2018 года Симмонс объявил о намерении выставить свою кандидатуру на драфт НФЛ.

#### Статистика выступлений в NCAA
| Сезон | Команда                 | Игры | Захваты | Захваты | Захваты | Захваты | Захваты | Перехваты | Перехваты | Перехваты | Перехваты | Перехваты | Фамблы | Фамблы | Фамблы | Фамблы |
| Сезон | Команда                 | Игры | Solo    | Ast     | Tot     | Loss    | Sk      | Int       | Yds       | Y/R       | TD        | PD        | FR     | Yds    | TD     | FF     |
| ----- | ----------------------- | ---- | ------- | ------- | ------- | ------- | ------- | --------- | --------- | --------- | --------- | --------- | ------ | ------ | ------ | ------ |
| 2016  | Миссисипи Стейт Булдогс | 12   | 12      | 28      | 40      | 3,0     | 0,0     | 0         | 0         | 0,0       | 0         | 2         | 0      | 0      | 0      | 2      |
| 2017  | Миссисипи Стейт Булдогс | 13   | 21      | 39      | 60      | 12,0    | 5,0     | 0         | 0         | 0,0       | 0         | 1         | 2      | 0      | 1      | 2      |
| 2018  | Миссисипи Стейт Булдогс | 13   | 25      | 38      | 63      | 18,0    | 2,0     | 0         | 0         | 0,0       | 0         | 4         | 0      | 0      | 0      | 1      |
| Всего | Всего                   | 38   | 58      | 105     | 163     | 33,0    | 7,0     | 0         | 0         | 0,0       | 0         | 7         | 2      | 0      | 1      | 5      |

### Профессиональная карьера
На одном из просмотров перед драфтом НФЛ 2019 года Симмонс получил разрыв связок колена. Полученная травма ухудшила его позиции перед драфтом, хотя он по-прежнему оставался в числе самых перспективных защитников. Сайт Pro Football Focus отмечал его навыки игры в пас-раше и противодействия выносному нападению. Кроме того, в колледже Джеффери получил опыт игры на позиции тэкла.
В первом раунде драфта он был выбран клубом «Теннесси Тайтенс» под общим девятнадцатым номером. Руководство клуба не смутила травма игрока и проблемы с законом, бывшие у него во время учёбы в университете. В мае 2019 года Симмонс подписал с клубом контракт на четыре года с возможностью продления ещё на сезон, сумма соглашения составила чуть менее 12 млн долларов.
20 октября 2019 года Джеффери дебютировал в НФЛ в матче с «Лос-Анджелес Чарджерс». В первой игре после травмы он отличился четырьмя захватами и одним сэком.

#### Статистика выступлений в НФЛ

##### Регулярный чемпионат
| Сезон | Команда          | Игры | Захваты | Захваты | Захваты | Захваты | Захваты | Перехваты | Перехваты | Перехваты | Перехваты | Перехваты | Фамблы | Фамблы | Фамблы | Фамблы |
| Сезон | Команда          | Игры | Solo    | Ast     | Tot     | Loss    | Sk      | Int       | Yds       | Y/R       | TD        | PD        | FR     | Yds    | TD     | FF     |
| ----- | ---------------- | ---- | ------- | ------- | ------- | ------- | ------- | --------- | --------- | --------- | --------- | --------- | ------ | ------ | ------ | ------ |
| 2019  | Теннесси Тайтенс | 1    | 4       | 0       | 4       | 2       | 1,0     | 0         | 0         | 0,0       | 0         | 0         | 0      | 0      | 0      | 0      |
| Всего | Всего            | 1    | 4       | 0       | 4       | 2       | 1,0     | 0         | 0         | 0,0       | 0         | 0         | 0      | 0      | 0      | 0      |

- По состоянию на 22 октября 2019